# Kotkassaari
Kotkassaari är en ö i Finland. Den ligger i sjön Päijänne och i kommunen Jämsä i landskapet Mellersta Finland, i den södra delen av landet, 180 km norr om huvudstaden Helsingfors. Öns area är 63,1 hektar och dess största längd är 1,3 kilometer i öst-västlig riktning.